# Metroon

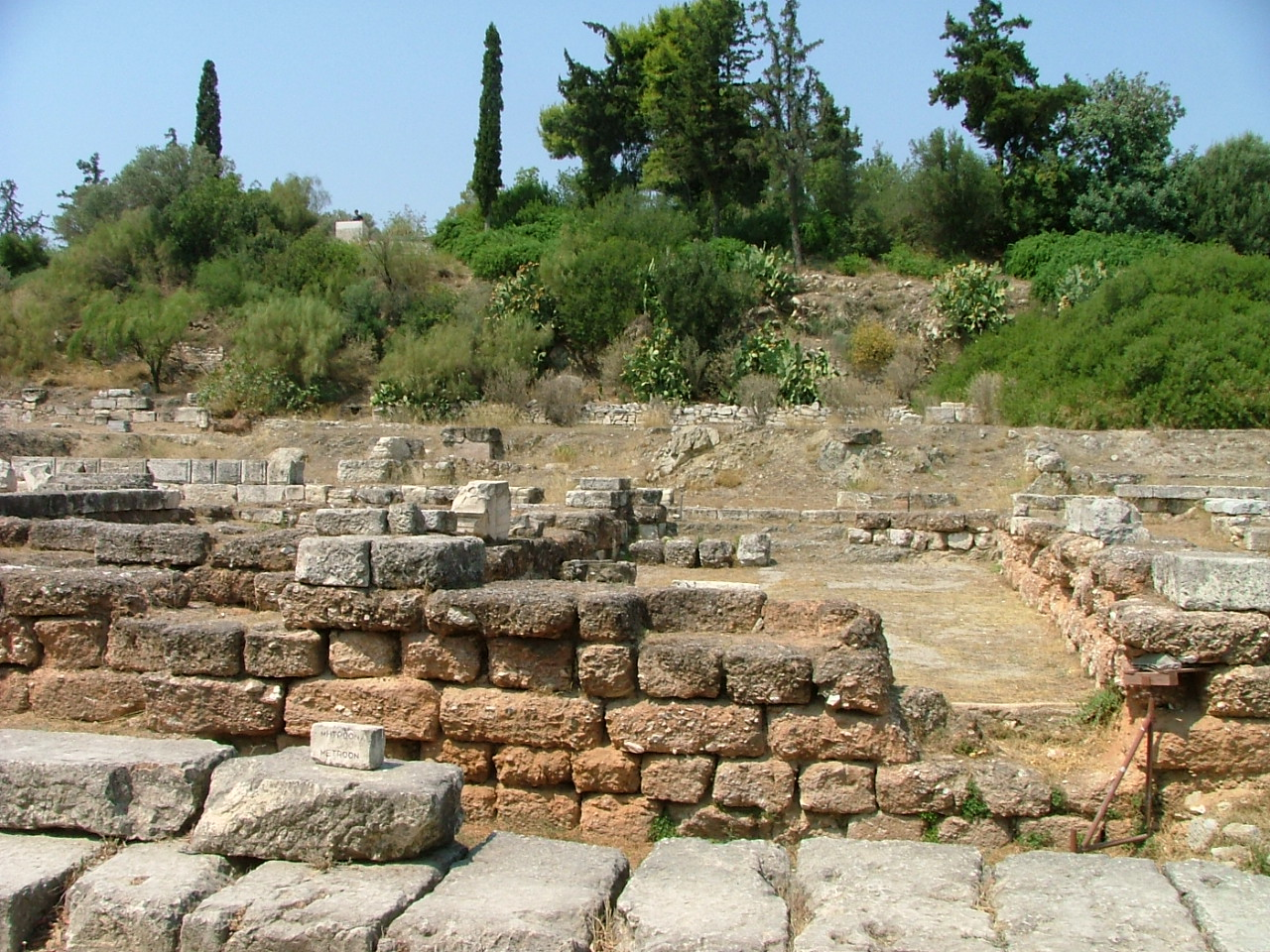
Metroon dell'agora di Atene

Metroon (in greco antico: Μητρῷον?, Metrōon) era il nome dato ad ogni edificio dedicato a una dea madre  (come Cibele, Rea o Demetra) nell'antica Grecia.

## Agora di Atene
Il Metroon di Atene venne fondato intorno al 500 a.C. per placare Cibele, che aveva lanciato una piaga sulla città, quando uno dei suoi sacerdoti erranti era stato ucciso per il suo tentativo di introdurre il suo culto. Il racconto potrebbe essere stato un'invenzione successiva per spiegare il motivo per cui un edificio pubblico era stato dedicato a una divinità importata, come riportato dalla prima fonte, l'Inno alla madre degli dei (362) dell'imperatore romano Giuliano.
Il metroon dell'antica agorà di Atene venne originariamente utilizzato come camera di riunione della Boulé o consiglio comunale. Alla fine del V secolo a.C., quando venne costruito un nuovo Bouleuterion, l'edificio fu dedicato alla dea madre. Il Metroon ospitava anche gli archivi ufficiali della città.

## Olimpia
Nel complesso di Olimpia esiste un metroon di fine IV secolo/inizi III secolo a.C. posizionato immediatamente sotto la terrazza che ospita la Terrazza dei Tesori